# Rdesno červivec

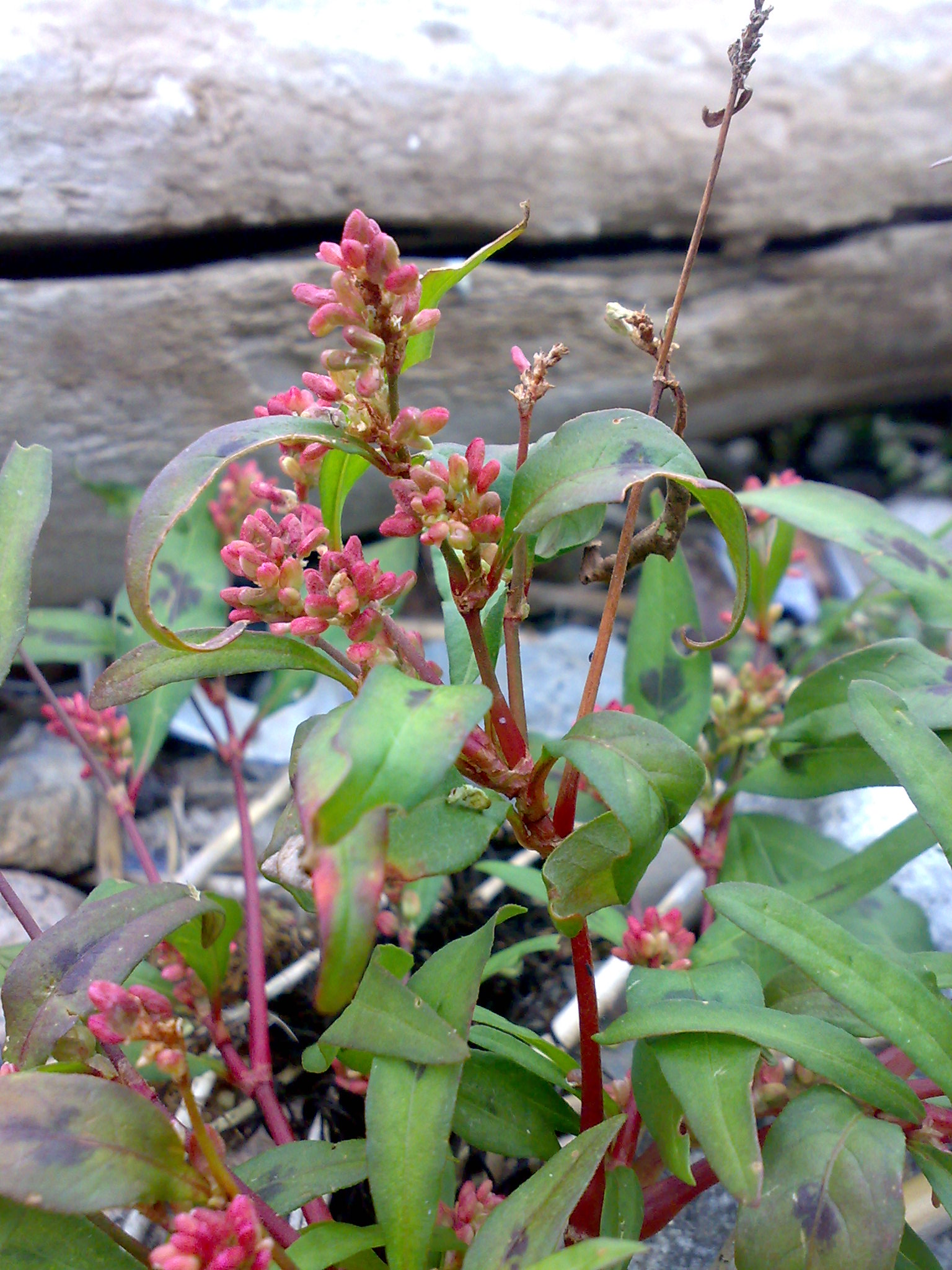
Rozkvetlá bylina

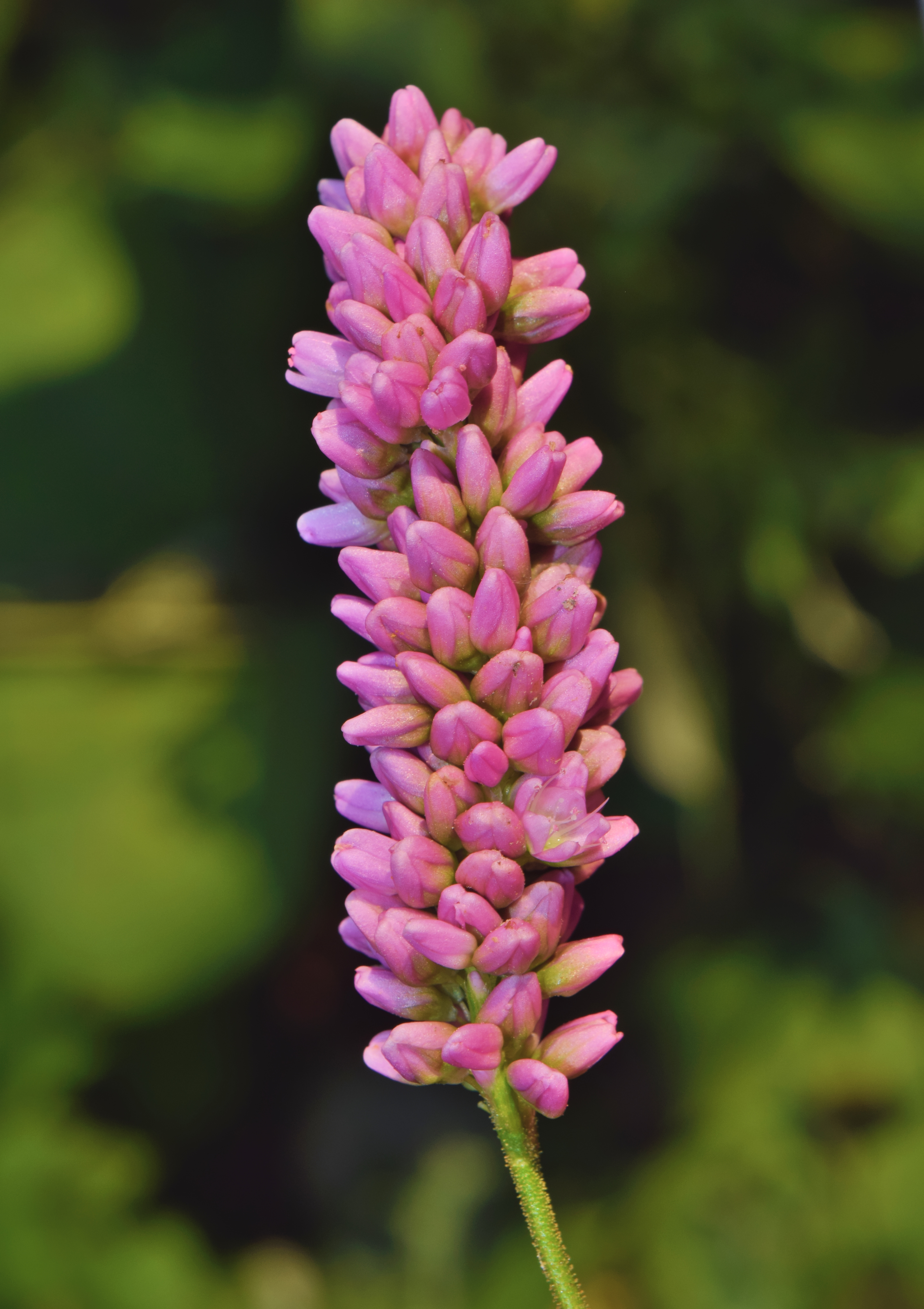
Květenství

Rdesno červivec (Persicaria maculosa) je jednoletá, pozdně jarní, plevelná bylina vysoká zhusta 20 až 60 cm. V České republice se vyskytuje poměrně hojně a je zde považován za původní druh, jinak je kosmopolit rostoucí ve všech světadílech.

## Rozšíření
Rostlina rdesno červivec je původní ve většině Evropy, stejně jako v severní Africe a Makaronésii. Největší areál však má v Asii, kde sahá od Uralu a Kavkazu přes Západní a Střední Asii až na ruský Dálný východ, na jihu dále zabírá část Číny, Arabského poloostrova i Indického subkontinentu a končí až v Indočíně. Postupně bylo novými osadníky introdukovano do Severní Ameriky.
V České republice je rdesno červivec rozšířeno po celém území roztroušeně až hojně, od nížin po vyšší pahorkatiny, většinou má silně kolísající frekvenci výskytu. Jako příklad poslouží jeho výskyt v Hrubém Jeseníku v nadmořské výšce okolo 1300 m n. n. Nejčastěji roste v termofytiku a teplých oblastech mezofytika, poměrně vzácné je však na suché, nejjižnější části Moravy.

## Ekologie
Má širokou ekologickou valenci, roste od štěrkopískových naplavenin při vodních tocích až po živinami bohaté půdy na úrodných rovinách. Vyskytuje na také obnažených dnech rybníků, podél vodních toků, v příkopech a narušených místech kolem komunikací, na nádražích, navážkách, rumištích a na mnoha dalších vlhkých až mokrých a průběžně vysychajících stanovištích. Tato rostlina pochází z nepříliš úživných bažin a vlhkých říčních a jezerních břehů, proto se v dobře vyhnojené úrodné půdě vyvíjí v mohutné rostliny. Na zamokřených polích zapleveluje především okopaniny, (brambory, řepa), zeleninu a ostatní širokořádkové plodiny, stejně jako rýžová pole. Je silně nitrofilní a nezřídka roste v okolí chovných rybníků, kde vyrůstá ze semen ve nečištěném obilí používaném jako krmivo pro ryby či vodní drůbež.
Rdesno červivec je terofyt kvetoucí od června do podzimu drobnými růžovými květy uspořádanými do hustých, někdy přetrhovaných krátkých lichoklasů. Bylina za příhodných podmínek dosahuje mohutného vzrůstu, může být vysoká až 100 cm a široce rozvětvená, po prvých mrazech ale odumírá. Kulturním plodinám v okolí odebírá hodně vláhy i živin a stíní je, za deště a silného větru v kypré půdě také často poléhá a utlačuje okolní porost. Počet chromozomů (2n) = 44 a stupeň ploidie (x) = 4.

## Popis
Rostlina s lodyhou přímou, vystoupavou nebo poléhavou, která je větvená a nejčastěji je vysoká 20 až 60 cm. Vyrůstá z krátkého kůlového kořene s četnými postranními kořínky. Lodyha se ztluštělými uzlinami je střídavě porostlá tmavě zelenými, eliptickými či kopinatými, celistvými listy s palisty srostlými v botku. List má asi 1 cm řapík vyrůstající v dolní polovině chlupaté, světle hnědé, na bázi nafouknuté botky, jež bývá k lodyze více či méně přitisklá, na horním okraji je uťatá a porostlá asi 2 mm dlouhými brvami; horní listy jsou občas k lodyze přisedlé. Čepel listu bývá eliptická až kopinatá, 3 až 12 cm dlouhá a 1 až 3 cm široká, na vrcholu špičatá nebo tupá a oboustranně olysalá. Na lícní straně bývá na listech tmavá skvrna ve tvaru půlměsíce.
Drobné, jasně narůžovělé až načervenalé květy rostou ve spirále a vytvářejí hustá, válcovitá květenství, lichoklasy, které někdy převisají. Květenství bývají dlouhá až 7 cm, kratší vyrůstají z paždí listů a delší z vrcholu lodyhy. Nevonné květy jsou oboupohlavné, mají žláznaté stopky a bývají přímé nebo slabě nicí, jejich obvejčité okvětní lístky jsou 2 až 3 mm velké, narůžovělé až načervenalé a na bázi zelenkavé. Okvětí je do třetiny až poloviny srostlé a vytváří trubkovitou, pěticípou korunu. V ní bývá obvykle šest nestejně dlouhých tyčinek se žlutými nebo narůžovělými prašníky a vejčitý semeník se dvěma až třemi čnělkami zakončenými kulovými bliznami. Květy jsou opylovány létajícím hmyzem, jejich nektar přitahuje včely, vosy a mouchy pestřenky, jen příležitostně na květy usedají motýli a čmeláci.
Plod je černohnědá nažka čočkovitého až srdčitého tvaru, asi 2,5 mm dlouhá a 2 mm široká. Na vrcholu má měkký hrot a bývá zploštělá nebo z jedné strany vypouklá, vzácně bývá tříhranná. Je hladká, lesklá a zakrytá suchým okvětím. Nažky po uzrání vypadávají do okolí mateřské rostliny a protože dobře plavou často se šíří vodními toky nebo povrchovou vodou po přívalových deštích. Bývají také rozšiřovány při obdělávání půdy nebo s rozvozem statkových hnojiv. Jsou oblíbenou potravou vodních i zpěvných ptáků. Tento druh je Mezinárodním svazem ochrany přírody (IUCN) hodnocen jako málo dotčený taxon (LC), je hodně rozšířený a nečelí žádným zásadním hrozbám.

## Rozmnožování
Rdesno červivec se rozmnožuje výhradně generativně, semeny, kterých na jedné rostlině dozrává několik stovek, obvykle 200 až 800. Semena jsou dlouze dormantní a klíčí nepravidelně, obvykle po přezimování v půdě na jaře při vyšších teplotách. Vzklíčí pouze z hloubky do 3 cm, z větší již prakticky nevyklíčí, ale podržují si klíčivost po několik let.

## Možnost záměny
Nejblíže příbuzné i vzhledově podobné je rdesno blešník (Persicaria lapathifolia), které se odlišuje hlavně méně vybarvenými květy, nežláznatými stopkami květů a hlavně bezbrvými botkami. Obě rostliny jsou si jinak sobě značně podobné, vzrůstem i ekologickými nároky.

## Přínos
V lidovém léčitelství se používá nať, tzv. červivcová nať, která se sbírá a suší od července do podzimu. Obsahuje třísloviny, flavonoidy, rutin, hořčiny, organické kyseliny, silice, vosky, vitamín C a K a mnohé minerální látky. Z drogy se vaří čaj, jehož užívání staví krvácení z močových cest, posiluje při nachlazení, působí mírně projímavě, léči rýmu výplachem nosu, koupele v odvaru léčí hemoroidy, čerstvá šťáva vkápnuta do hnisající rány urychluje hojení a vnitřně užívána léčí křečové žíly. Celkově je bylina považována za antiseptikum, adstringent, kardiotonikum, projímadlo a tonikum a je vhodná proti astmatu, horečce a nejrůznějším zánětům.